# Preiskovalna komisija za ugotovitev politične odgovornosti nosilcev javnih funkcij v zvezi z domnevnim oškodovanjem državnega premoženja pri prodaji deležev Kapitalske družbe d.d. in Slovenske odškodninske družbe d. d. (...)
Preiskovalna komisija za ugotovitev politične odgovornosti nosilcev javnih funkcij v zvezi z domnevnim oškodovanjem državnega premoženja pri prodaji deležev Kapitalske družbe d.d. in Slovenske odškodninske družbe d. d. v gospodarskih družbah in sicer tako da zajema preiskava vse prodaje ki so sporne z vidika skladnosti z zakoni in drugimi predpisi ter z vidikov preglednosti in gospodarnosti je preiskovalna komisija Državnega zbora Republike Slovenije.

## Delovanje
»Preiskava zajema prodajo kapitalskih deležev KAD in SOD v gospodarskih družbah po vrstnem redu, kot so navedene v Aktu o odreditvi. Njen namen je ugotoviti, ali je pri prodaji deležev KAD in SOD v gospodarskih družbah prihajalo do prodaj, ki so bile negospodarne, netransparentne ter v nasprotju z veljavno zakonodajo ter ali je pri teh prodajah prišlo do oškodovanja državnega premoženja, v kakšni višini in kdo od nosilcev javnih funkcij je za takšne prodaje politično odgovoren oziroma kakšni in čigavi interesi so pripeljali do takšnih prodaj.«

## Sestava
4. državni zbor Republike Slovenije
- izvoljena: ?
- predsednik: Polonca Dobrajc
- podpredsednik: Ciril Testen
- člani: Kristijan Janc, Ivan Jelen, Srečko Prijatelj
- namestniki članov: Josip Bajc, Zvonko Černač, Drago Koren, Boštjan Zagorac, Franc Žnidaršič